# Vespadelus baverstocki
Vespadelus baverstocki är en fladdermusart som beskrevs av Kitchener, Jones och Caputi 1987. Vespadelus baverstocki ingår i släktet Vespadelus och familjen läderlappar. Inga underarter finns listade i Catalogue of Life.
Denna fladdermus förekommer i Australien. Den vistas i olika områden med träd. Individerna vilar i trädens håligheter eller i förrådsbyggnader.